# Gran sello del estado de Idaho
El gran sello del estado de Idaho fue adoptado en 1863 y fue empleado hasta su proclamación como estado de la Unión en 1890. Fue diseñado por Emma Edwards Green, la única mujer en llevar a cabo tal proyecto en la historia del país. 
El modelo actual incluye la frase: «Great Seal of the State of Idaho» (en español, «Gran escudo del Estado de Idaho») en el margen superior. La estrella simboliza una nueva luz en la galaxia de los estados, probablemente por ser uno de los diez últimos en ingresar en la Unión. La banda interior alberga el lema latino «Esto Perpetua» (en español, «Que sea perpetuo» o bien «Que dure para siempre»). La mujer, en representación de la justicia, y un minero hacen referencia a la principal actividad económica de Idaho en sus comienzos. El pino alude al interés forestal y a la exportación de madera que subyace en el Estado. El terrateniente arando en el sector izquierdo del sello, junto a la montaña de grano (o cereal), son símbolos emblemáticos de la agricultura idahoana, mientras que las cornucopias son una alusión a la horticultura.
Idaho dispone de una ley estatal que protege al alce, por lo que la cabeza de este animal sobresale de la insignia. La flor oficial, la lila o syringa silvestre, crece a los pies de la mujer, al mismo tiempo que el trigo lo hace sobre su hombro. Por último, el río representado bien pudiera ser el río Snake (a veces también río Shoshone), el principal curso fluvial del estado.

## Escudos históricos

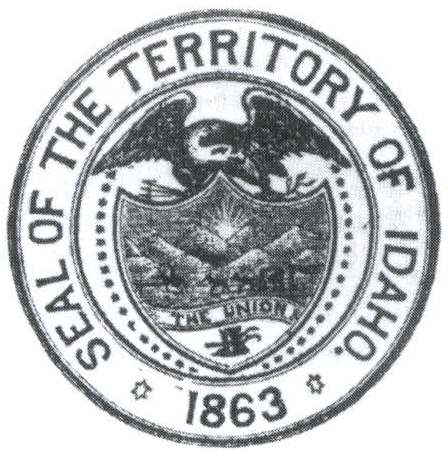
Sello del Territorio de Idaho (1863-1866)
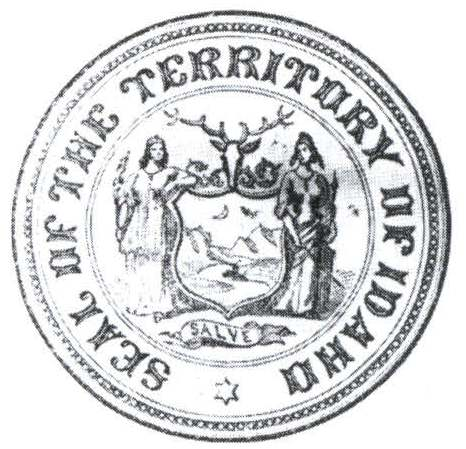
Sello del Territorio de Idaho (1866-1890)
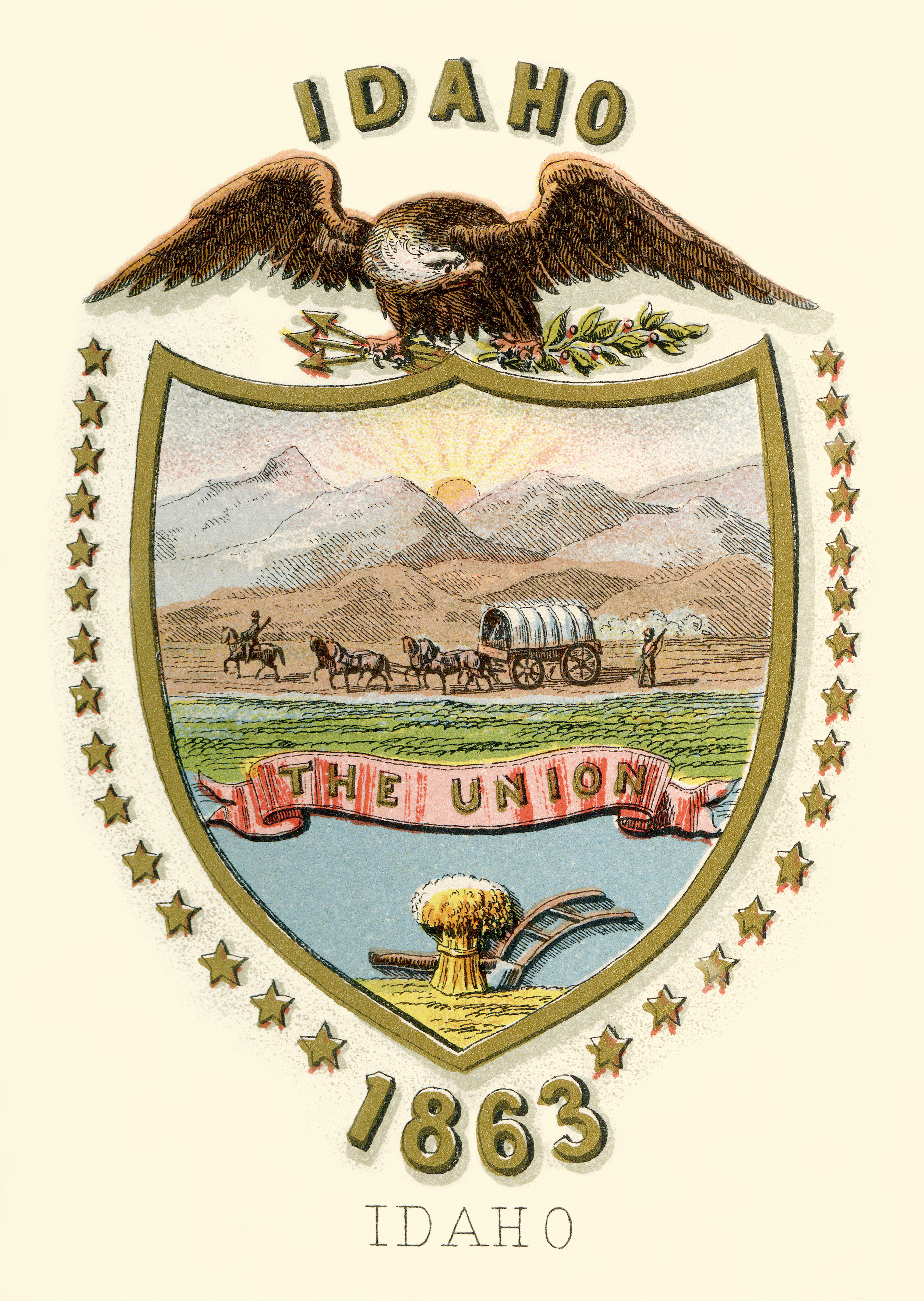
Escudo de armas Territorial (ilustrado, 1876)
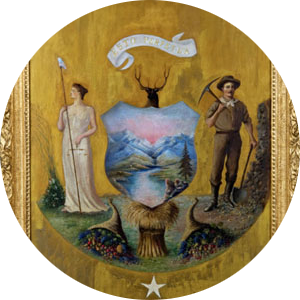
El sello original de 1891 diseñado por Emma Edwards Green; fue utilizado hasta 1957

## Sellos del Gobierno de Idaho

Sello del Departamento de Transporte de Idaho
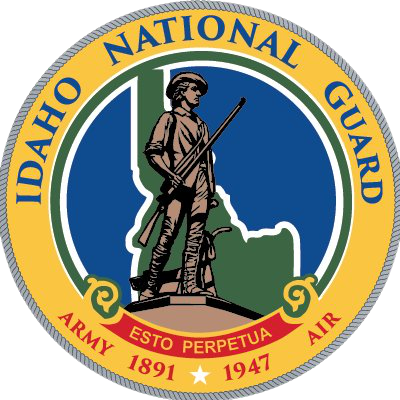
Sello de la Guardia Nacional de Idaho